# گریلا
گریلا (به کردی: gerîla، به اسپانیایی: guerrilla) اصطلاحی برای نیروهای چریک کردستان است که توسط شاخه‌های نظامی حزب کارگران کردستان و حزب حیات آزاد کردستان مورد استفاده قرار می‌گیرد.
نیروهای مدافع خلق و یگان‌های زنان آزاد وابسته به حزب کارگران کردستان که علیه حکومت ترکیه به جنگ مسلحانه می‌پردازند، و نیروهای مدافع زنان و یگان‌های شرق کردستان وابسته به حزب حیات آزاد کردستان که علیه حکومت جمهوری اسلامی ایران می‌جنگند، برای اشاره به نیروهای مسلح خود از واژۀ گریلا استفاده می‌کنند. علاوه بر این نیروهای گریلایی بین‌المللی انقلابی خلق، جبهه الاکراد و گاه نیروهای حزب اتحاد دموکراتیک نیز از این اصطلاح برای نامیدن نیروهای شبه‌نظامی خود استفاده می‌کنند.
نیروهای گریلا عمدتاً در کوهستان قندیل واقع در مرز کردستان ترکیه، کردستان ایران و کردستان عراق قرار دارند و به آموزش و فعالیت مسلحانه می‌پردازند. ایدئولوژی گریلاها آپوئیسم و هدف نهایی آن‌ها تأسیس سیستم کنفدرالیسم دموکراتیک در چهار کشور ایران، عراق، ترکیه و سوریه است که سرزمین بومی مردم کُرد در میان آن‌ها تقسیم شده‌است.
برخی از عملیات‌های گریلا از طریق تلویزیون اینترنتی گریلا تی‌وی (Gerilla tv) پخش می‌شود.

## وجه تسمیه
واژۀ گریلا (guerrilla) واژه‌ای اسپانیایی است که از واژۀ guerra به معنای جنگ گرفته شده و به معنای جنگ کوچک است. گریلا به عضوی از یک گروه مستقل کوچک گفته‌شود که در نبردهای نامنظم، علیه نیروهای منظم بزرگتر شرکت می کند. این واژه در جنگ داخلی اسپانیا به مبارزان جمهوری‌خواه گفته می‌شد که با هدف تأسیس جمهوری دوم اسپانیا در مقابل جناح فاشیست و شاخه نظامی‌شان به مبارزه می‌پرداختند. حزب کارگران کردستان این واژه را به تأسی از مقاومت نیروهای ضدفاشیست در جنگ داخلی اسپانیا، برای نامیدن پیکارجویان خود به کار گرفت و سبب رواج این واژه در زبان کُردی شد.

## درگیری با ترکیه و ایران
نیروهای گریلا پس از آغاز فعالیت مسلحانۀ حزب کارگران کردستان در سال ۱۹۸۴ همواره با نیروهای مسلح ترکیه در جنگ بوده‌است. همچنین گریلاهای حزب حیات آزاد کردستان نیز از زمان تأسیس این حزب در سال ۲۰۰۴ (۱۳۸۳ خورشیدی) با نیروهای مسلح جمهوری اسلامی ایران درگیری مسلحانه داشته‌اند.

## فرماندهان برجسته‌
- معصوم کرکماز
- باهوز اردال
- جمیل بایک
- نظام الدین تاش
- نورالدین صوفی
- مجید کاویان